# 吉岡千波
吉岡 千波（よしおか ちなみ、2004年4月2日 - ）は、日本の女優。
スターダストプロモーション制作3部所属。子役時代はNEWSエンターテインメントに所属していた。特技はピアノ、マラソン。

## 出演

### バラエティ
- ゴー!ゴー!キッチン戦隊クックルン（2016年4月4日 - 2017年3月31日、NHK Eテレ） - ミール 役

### テレビドラマ
- 血痕4 警科研・湯川愛子の鑑定ファイル（2013年6月17日、TBS） - 森島香織（演：秋月三佳の幼少期） 役
- ドラマ サザエさん4（2013年12月1日、フジテレビ） - カオリちゃん 役
- お兄ちゃん、ガチャ（2015年1月11日 - 3月29日、日本テレビ） - 雫石リコ（演：野村麻純幼少期） 役
- あの日見た花の名前を僕達はまだ知らない。（2015年9月21日、フジテレビ） - 安城鳴子（演：松井愛莉の幼少期） 役
- 仮面ライダーゴースト（2015年10月11日、テレビ朝日） - 月村アカリ（演：大沢ひかるの幼少期） 役
- ナオミとカナコ（2016年1月14日 - 3月17日、フジテレビ） - 小田直美（演：広末涼子の幼少期） 役
- 下剋上受験（2017年1月13日 - 3月17日、TBS） - 遠山アユミ 役
- アイドル×戦士ミラクルちゅーんず!（2017年4月2日、テレビ東京） - 神楽坂アリス 役
- スペシャルドラマ「返還交渉人 -いつか、沖縄を取り戻す-」（2017年8月12日、NHK BSプレミアム） - 千葉さゆり 役
- 奥様は、取り扱い注意 第2話（2017年10月11日、日本テレビ） - 花純 役
- 僕とシッポと神楽坂 第2話・第6話（2018年10月19日・11月16日、テレビ朝日） - 大沢頼子（幼少期） 役[2][3]
- レンタルなんもしない人 第10話（2020年9月16日、テレビ東京）
- 春の呪い 第5話（2021年6月19日、テレビ東京）
- 仮面ライダーギーツ 第31話（2023年4月16日、テレビ朝日） - 女子高生 役
- 怪談新耳袋 暗黒「病院に来た子供」（2023年7月27日、BS-TBS） - 麻野朋絵 役[4]

### ウェブドラマ
- 東京アリス（2017年8月、Amazonプライム・ビデオ） - 円城寺さゆり（演：朝比奈彩の幼少期） 役

### 映画
- リアル鬼ごっこ（2015年7月11日、松竹 / アスミック・エース） - いずみ（演：真野恵里菜の小学生時代） 役
- 仮面ライダー×仮面ライダー ゴースト&ドライブ 超MOVIE大戦ジェネシス（2015年12月12日、東映） - チビアカリ 役
- マイ・ダディ（2021年9月23日、イオンエンターテイメント）

### CM
- ソフトバンク
- 日清オイリオ
- クラシエフーズ くるくるたこやき　こてこてたこ篇
- バンダイ クレアジュエリーナ カラフルジュエリーDX
- 国大セミナー 塾講師募集　バトン編（2018年2月 - ）
- GSユアサ